# José de la Tomasa
José Georgio Soto (n. Sevilla, 19 de agosto de 1951), conocido artísticamente como José de la Tomasa, es un cantaor flamenco.

## Biografía
Es sobrino-nieto del célebre cantaor Manuel Torre, nieto de Pepe Torre e hijo de Tomasa y Pies de Plomo, José ha llegado a ser una de las grandes figuras del cante de su época.  
Poseedor de un amplio conocimiento de los estilos, alternaba cantando en fiestas familiares y en reuniones, llegando su revelación como artista al alzarse como ganador en el concurso de Mairena del Alcor.
Formó parte del grupo musical Triana, y en solitario destacó por la interpretación de sus saetas, a las que imprimía de un quejío y temblor de un profundo sabor antiguo.

## Premios y reconocimientos
- En 1976 ganó en el Concurso Nacional de Arte Flamenco de Córdoba el premio Manuel Torre por seguiriyas y tonás, siendo éste su punto de partida para su consagración como gran cantaor en este arte del flamenco.
- Finalista del Giraldillo del Cante en 1980
- Finalista del premio El Compás del Cante, en 1984
- Medalla de la Ciudad de Sevilla (30/05/2023).[2]
- Camarón de Oro en julio de 2023